# William A. Harris (Politiker, 1805)
William Alexander Harris (* 24. August 1805 bei Warrenton, Fauquier County, Virginia; † 28. März 1864 im Pike County, Missouri) war ein US-amerikanischer Politiker. Zwischen 1841 und 1843 vertrat er den Bundesstaat Virginia im US-Repräsentantenhaus.

## Werdegang
William Harris, der Vater des Kongressabgeordneten William A. Harris (1841–1909) aus Kansas, genoss eine gute Schulausbildung. Nach einem anschließenden Jurastudium und seiner Zulassung als Rechtsanwalt begann er in Luray in diesem Beruf zu arbeiten. Gleichzeitig schlug er als Mitglied der Demokratischen Partei eine politische Laufbahn ein. In den Jahren 1830 und 1831 saß er im Abgeordnetenhaus von Virginia.
Bei den Kongresswahlen des Jahres 1840 wurde Harris im 16. Wahlbezirk von Virginia in das US-Repräsentantenhaus in Washington, D.C. gewählt, wo er am 4. März 1841 die Nachfolge von William M. McCarty antrat. Bis zum 3. März 1843 konnte er eine Legislaturperiode im Kongress absolvieren. Danach wurde sein Wahldistrikt aufgelöst. Seine Zeit als Kongressabgeordneter war von den Spannungen zwischen Präsident John Tyler und den Whigs geprägt. Außerdem wurde damals bereits über eine mögliche Annexion der seit 1836 von Mexiko unabhängigen Republik Texas diskutiert.
Nach dem Ende seiner Zeit im US-Repräsentantenhaus gab Harris die Zeitungen Spectator und The Constitution in Washington heraus. Zwischen 1846 und 1851 war er als Nachfolger von William Brent amerikanischer Gesandter in Argentinien; danach zog er nach Missouri. Zwischenzeitlich kehrte er in die Bundeshauptstadt zurück, wo er zwischen 1857 und 1859 die Druckerei des US-Senats leitete. Er starb am 28. März 1864.